# Стефан Мусић
Стефан Мусић (пре 1356 — 1389) је био српски средњовековни племић из властелинске породице Мусићи.
Рођен је пре 1356. године. Био је најстарији син челника Мусе и Драгане, сестре кнеза Лазара, који су имали још двојицу синова: Лазара и Јован. Био је у сукобу са жупаном Николом Алтомановићем, на страни кнеза Лазара. Након што су 1373. године кнез Лазар и његов савезник бан Босне Твртко I Котроманић поразили и заробили Николу Алтомановића, предан је на чување Стефану.
Као и остала српска властела из друге половине 14. века, браћа Стефан и Лазар Мусић се спомињу на натписима под титулом господин. Као посебна привилегија коју је кнез Лазар дао свом сестрићу било је и право на ковање сопственог новца. На тлу кнежевине Хребељановића кован је новац са натписом СТЕФАН на аверсу без икакве додатне титуле. Титула је била скромна и тешко је одредити њен хијерархијски положај унутар Лазареве кнежевине. Ипак, као кнежев сестрић и верни велможа, могуће је да је Стефан Мусић уживао виши статус него што је то било одређено формалним обележјима.
Стефан је одржавао трговачке везе са Дубровачком републиком. Тако се 1378. године помиње у документима Републике Светог Влаха. Дубровачко Велико веће је 1388. даривало Стефана и Лазара поводом свадбе у њиховој кући. Последњи документ из Дубровника који спомиње Стефана Мусића датира од 9. фебруара 1389. када је Велико веће решило да српском великашу поклони ратничку опрему.
Браћа Стефан и Лазар су, следећи свог ујака кнеза Лазара, учествовали у Косовској бици на Видовдан 1389. године. Патријарх српски Данило III их је споменуо међу онима који су погинули у боју приликом описа преноса моштију кнеза Лазара у Раваницу. О Стефановом учешћу у боју посредно сведочи познија историја Мехмеда Нешрија са краја 15. или почетка 16. века. Нешрија, чији опис Косовској боја није веродостојан, је записао како се на десном крилу српске војске заједно са Вуком Бранковићем налазио и кнежев братанац/сестрић. Османски историчар, иако је писао са приличне временске дистанце, вероватно је познавао имена главних учесника у Косовском боју. У сваком случају, Нешријина вест је једини помен конкретне улоге коју је Стефан Мусић могао имати у чувеној бици. Погибију браће Стефана и Лазара преживео је њихов млађи брат митрополит Јован о чијем се датуму смрти ништа не зна. Такође, дубровачки акт из 1402. помиње да су тада у Дубровнику боравили Стефан Мусић и мајка му Јелена. Сматра се да се радило о удовици Лазара Мусића и њеном сину који је, по свему судећи, име добио по стрицу.
Браћа Мусићи су сахрањени у свој задужбини манастиру Нова Павлица. Овековечени су на зидном фреско-живопису.
Приликом археолошких ископавања у Новој Павлици су откривени и гробови браће Мусића, оријентисани према њиховом ктиторском портрету, а антрополошка истраживања су дала оквирну представу о физичкој грађи Стефана и Лазара Мусића. О конкретном узроку њихове смрти није било могуће дати стручну процену.